# كوليريتو جياكوسا
كوليريتو جياكوسا؛ هي بلدية (بلدية) في مدينة تورينو في المنطقة الإيطالية بيدمونت، وتقع على بعد حوالي 40 كيلومترًا (25 ميلًا) شمال تورين.
تقع حدود جياكوسا على حدود البلدات التالية : ساموني ولورانزي وبافوني كانافيز وباريلا وايضا سان مارتن كانافيزي.
ولد الشاعر والكاتب المسرحي وكاتب النصوص جوزيبي جياكوسا (1847 - 1906) في كوليريتو باريلا آنذاك وقد تغير اسم المدينة من بعده.